# Na Place
Trampská osada Na Place je jedna z trampských osad v České republice.
Osada se nachází v romantickém Břežanském údolí v sousedství významného historického místa hradiště Lhota-Točná, oppidum Závist a nedaleko Hálkova pomníku. Dříve měla až 8 chat (původně stanů s podsadou), z nichž do dnešních dnů zůstala rovná polovina.

## Historie
Počátky této trampské osady nejsou přesně zachyceny ani podle osadní kroniky, lze jen konstatovat, že vznikla v období konce první republiky československé, druhé republiky a protektorátu. Podle kroniky byla lokace v Točenské rokli a Břežanském údolí a okolí (Károvské údolí, Závist) tak oblíbená, že se zde vzniklo více osad: „Nevím kdy, ale před léty sešli se chlapci v údolí Točenském v takovém počtu, že se rozdělili na více osad.“ Roku 1939 se osada Raků přestěhovala ke kantýně U Dvořáků kde si postavili 8 podsad a s ohledem na vývoj mezinárodní situace se překřtili na Sirotky. Zmiňovaná kantýna byla bouda, ve které prodával zedník Karel Dvořák z Točné pivo, uzeniny a další občerstvení, neboť Břežanské údolí byla oblíbená turistická lokalita. V zimně 1939–1940 jezdili trampové do této kantýny, kterou si upravili, v následujícím roce si pak postavili vlastní chatu o rozměru 2,20 × 4,20 m pro 12 nocležníků.

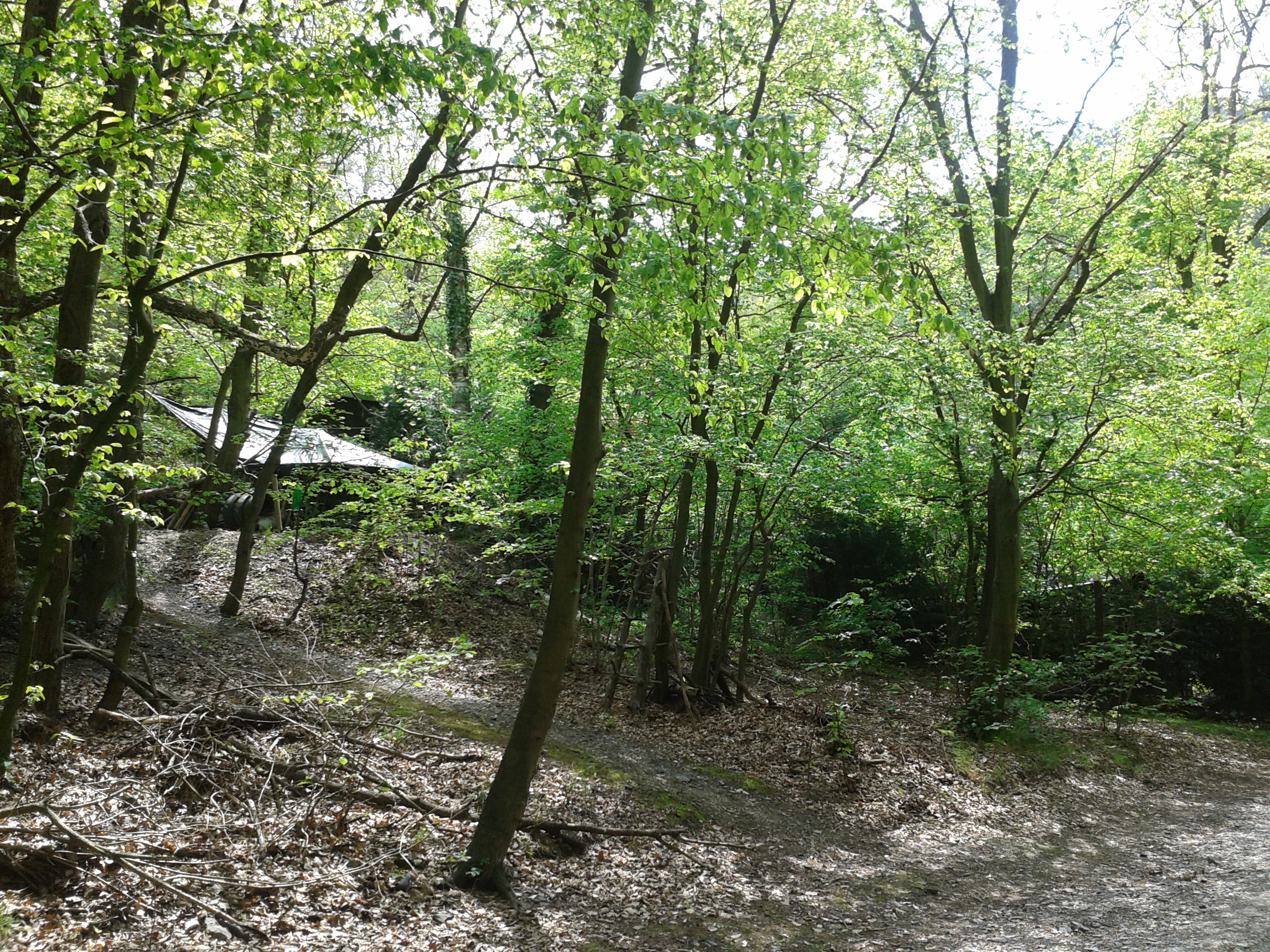
Trampská osada Na Place je při pohledu od Točenského potoka dobře skrytá

Nedaleko osady Na Place stála další v místě dnešní minizoo Břežanské údolí. Kronika dokládá poměrně četnou sportovní aktivitu a soutěže v trampských turnajích. Například se v září 1940 konal 4. ročník závodního běhu Zbraslav – Dolní Břežany. V prosinci téhož roku se trampové z osady podíleli na Mikulášském kabaretu v točenském hostinci U Boháčků. V květnu 1941 si Na Place postavil Šerif osady Sirotků Franta Sekáč novou boudu a starou prodal. Záhy poté zápis z kroniky končí, chybí listy. Osada přežila do dnešních dnů v podobě 4 chatek.